# 稲田昌植

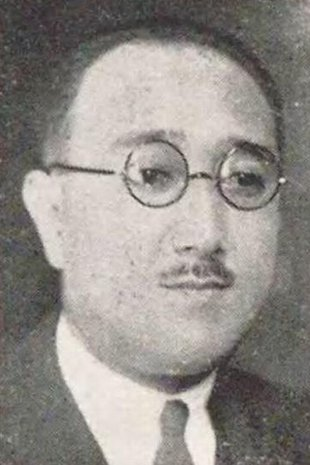
稲田昌植

稲田 昌植（いなだ まさたね、1890年（明治23年）8月28日 - 1968年（昭和43年）11月28日）は、大正時代から昭和時代の農学者・政治家。稲田家17代当主。男爵。北海道帝国大学初代総長佐藤昌介の二男で、稲田家16代当主・伯父稲田邦植の養子。

## 経歴
北海道札幌市出身。東北帝国大学農科大学（現北海道大学）卒業。在学中の1912年（明治45年）三瓶勝美中尉や中澤治平中尉のスキー講習会に参加し、大学にスキー部を創部した。
伯父・稲田邦植の養子となり、その隠居に伴い、1920年（大正9年）3月10日に男爵を襲爵。同年に東京外国語学校教授となり、その後東京農業大学教授となった。1925年（大正14年）全日本スキー連盟（当時は大日本スキー連盟）初代会長に就任（~昭和20年）。
1925年（大正14年）3月14日、補欠選挙で貴族院男爵議員に選出され、公正会に属し1947年（昭和22年）5月2日に貴族院が廃止されるまで在任。1933年（昭和8年）6月10日、貴族院議員視察団の一員として横浜港より「橫濱丸」で出帆し、サイパン、ヤップ、パラオ、フィリピンなどを視察し、これを「南遊記」にまとめている。1936年（昭和11年）廣田内閣で拓務政務次官を務めた。太平洋戦争後は日本大学教授となる。1968年に78歳で没した。

## 著作
- スキー / 稲田昌植（大正5年、厚生堂）
- 婦人農業問題（大正6年、丸山舎書籍部）
- 台湾糖業政策（大正10年、拓殖局）
- 農民離村の研究（義父有馬頼寧との共著。大正11年、巌松堂書店）
- 農村問題と其将来（大正14年、新政社）
- 植民と農政 （昭和2年、巌松堂書店）
- 維新の宏謨と農道（井上一次、山崎延吉共著。昭和6年、農民社）
- 南遊記（昭和8年、国民新聞社）
- 世界農業史論（佐藤昌介共著、昭和10年、西ヶ原刊行会）
- 銀界三十年（昭和13年、六芸社）
- 顔兄弟（昭和15年、外地評論社）
- 続世界農業史論（半沢耕貫共著、昭和19年、西ヶ原刊行会）
- 食糧問題の解決（昭和25年、日本乳製品協会）
- スキー繁昌記（昭和29年、積雪科学館）

## 親族
- 母 佐藤ヤウ（稲田植乗女、稲田邦植妹）[1]
- 妻 稲田久米（有馬頼萬二女）[1]